# 광끼 (드라마)
《광끼》는 1999년 5월 4일부터 2000년 1월 13일까지 KBS 2TV에서 방송된 청춘드라마이다. 대학의 광고 써클에 모인 젊은이들의 우정, 좌절, 연애를 그린 청춘 드라마이다.
한편, 이 작품은 첫 회부터 화요일 밤 8시 50분에 방영되어 왔는데 SBS 카이스트의 성공을 벤치마킹했음에도 리얼리티를 떨어뜨렸다는 지적이 있었다.
그 뒤, 새 프로그램 <전격출동 도시대탐험>이 신설되면서 1999년 10월 22일부터 목요일 오후 7시 5분으로 이동했으나 동시간대 SBS 순간포착 세상에 이런 일이의 아성을 넘지 못한 채 2000년 1월 13일 막을 내렸고 이 과정에서 1998년 10월 15일부터 목요일 오후 7시 10분에 편성된 퀴즈탐험 신비의 세계는 채널을 1TV로 옮겨 2003년 11월 1일까지 토요일 오후 5시 10분에 방영됐다.

## 출연
- 원빈 : 강민 역.
- 최강희 : 윤성연 역.
- 이동건 : 이동욱 역.
- 배두나 : 표루나 역.
- 조민기 : 김남진 역.
- 도지원 : 오자영 역.
- 김현정 : 진달래 역.
- 양동근 : 황대주 역.
- 김수정 : 김유경 역.
- 강성민 : 김유찬 역. - 유경의 사촌남동생 역.
- 장용 : 김택수 역. - 유경의 아버지, 유찬의 큰아버지역
- 김소연 : 이예린 역.
- 장성원 : 신유재 역.
- 김형종
- 박예진
- 이상우
- 이정진
- 고수
- 추자현
- 한희
- 홍수현
- 최우혁
- 박정수
- 송은혜
- 조명식
- 서동수
- 이송정
- 오주이

## 제작진
- 기획 : 김종식 (KBS 드라마본부)
- 책임프로듀서 : 엄기백 (KBS 드라마운영팀)
- 극본 : 김민주, 오수연, 이경미, 구선경, 박경
- 연출：윤석호, 문보현, 김평중, 김형일
- 조연출：기민수
- 촬영：한동현
- 음악：박정원, 이임우

## 방영목록
제1화 그들,광끼로 모이다
제2화 별빛이 반짝이는 이유
제3화 그녀들만의 리그
제4화 장미와 가시
제5화 우리들의 축제
제6화 사랑과 우정사이
제7화 친구가 되기까지
제8화 네 멋대로 해라
제9화 늑대와 여우
제10화 게임의 법칙
제11화 장밋빛 인생
제12화 여름날의 동화(전편)
제13화 여름날의 동화(후편)
제14화 개와 고양이에 관한 진실
제15화 화려한 외출
제16화 아름다운 시작
제17화 젊은 예술가의 초상
제18화 모닝커피와 퀘스천마크
제19화 광끼 현장
제20화 난쟁이가 쏘아올린 작은공
제21화 달빛 아래서
제22화 기념사진
제23화 함께 춤추실까요?
제24화 친구의 이름으로
제25화 성에 관한 농담,혹은 진담
제26화 아주 특별한 여행
제27화 그들의 새로운 시작
제28화 서바이벌 게임(1) 죽기 아니면 까무러치기
제29화 서바이벌 게임(2) 죽어도 살아남기
제30화 아버지 우리 아버지
제31화 직선과 곡선
제32화 난쟁이 나라의 국경일
제33화 12월의 신기루
제34화 하얀 눈이 오던 날
제35화 우정은 상한가
제36화(마지막회) 내 작고 푸르른 바다

## 수상 내역
- 99 KBS 연기대상 여자 신인상 배두나, 최강희
- 99 KBS 연기대상 남자 신인상 원빈